# Малко-Кирилово
Ма́лко-Ки́рилово (болг. Малко Кирилово) — село в Ямбольській області Болгарії. Входить до складу общини Єлхово.

## Населення
За даними перепису населення 2011 року у селі проживали 18 осіб, з них 16 осіб (88,9%) — болгари.
Розподіл населення за віком у 2011 році:
Динаміка населення: